# Amílcar Cabral (film)
Pour plus de détails, voir Fiche technique et Distribution.
Amílcar Cabral est un film documentaire luso-cap-verdien réalisé par Ana Lúcia Ramos Lisboa, sorti en 2001.

## Synopsis
Ce documentaire réalisé par Ana Lúcia Ramos Lisboa décrit le géant révolutionnaire du Cap-Vert sous différents aspects : en tant qu’homme, père, politicien, humaniste et poète. Amilcar Cabral est né en Guinée-Bissau en 1924 et fut assassiné à Conakry en 1973. Il fut le leader du Mouvement de libération du Cap-Vert et de la Guinée, ainsi que le fondateur du Parti africain pour l'indépendance de la Guinée et du Cap-Vert (PAIGC) en 1959. Il est considéré comme une véritable icône de l’histoire africaine.

## Fiche technique
- Réalisation : Ana Ramos Lisboa
- Production : Continental Filmes
- Scénario : Ana Ramos Lisboa
- Image : Ana Ramos Lisboa